# 长毛野青茅
长毛野青茅（学名：Deyeuxia turczaninowii var. nenjiangensis）为禾本科野青茅属下的一个变种。

## 扩展阅读
- 維基物種上的相關：长毛野青茅